# Archipel de Molène
L'archipel de Molène est un archipel breton, constitué de 19 îles et îlots et situé dans le Finistère ; il s'étend sur 16 km de longueur entre Le Conquet à l'est-sud-est et l'île d'Ouessant à l'ouest-nord-ouest. Il est partagé entre les communes d'Île-Molène et du Conquet. L'île principale, Molène, se trouve à 12 km de la côte bretonne. L'archipel est baigné par la mer Celtique.

## Îles composant l'archipel
Sauf indication contraire entre parenthèses, les îles appartiennent au territoire de la commune du Conquet
- Île aux Chrétiens
- Île de Balanec
- Île de Bannec
- Île de Béniguet
- Île de Litiry
- Lédénes de Molène ou Ledenez Vraz (Île-Molène)
- Lédénes de Quéménès ou Ledenez Kemenez
- Île de Molène  (Île-Molène), l'île principale de l'archipel
- Île de Morgol
- Île de Quéménès ou Kemenez
- Île de Trielen

Les îlots proches des îles principales qui y sont rattachés à basse mer portent souvent le nom de « Lédénes » (ou « Ledenez »), c'est-à-dire « extension de l’île » ou « île adjacente » (par exemple : Lédénes Vraz, Lédénes Vihan, Lédénes Bannec, etc.)

## Phares entourant l'archipel
- Le phare de Kéréon, au nord de l'archipel, sur le récif de Men Tensel (« pierre hargneuse » en breton), entre Ouessant et Molène dans le Passage du Fromveur. Il est automatisé le 29 janvier 2004.
- La tourelle du Faix, dans le chenal de la Helle, au nord-est de l'archipel
- Le phare des Pierres Noires, au sud de l'archipel, dans la Chaussée des Pierres Noires
- Le phare de la Jument, à l'ouest d l'archipel, plus proche en fait de l'île d'Ouessant.
- Le feu des Trois-Pierres se situe juste à la pointe nord-est du lédénes de Molène

## Cadre géologique

Carte géologique du Massif armoricain.

L'archipel de Molène correspond aux ruines de l'extrême avancée du Pays de Léon dans l'océan atlantique. Cet archipel est une constellation d’îles et d’îlots dont la superficie totale est de 195 ha et qui ne représentent que la partie émergée d'un vaste plateau sous-marin qui s'étend sur environ 15 000 ha au-dessus de l'isobathe 10 m.
Les diverses formations géologiques du pays léonard, souvent profondément altérées ou empâtées par la solifluxion, se prolongent sous la mer et offrent dans les îlots et récifs de l'archipel, de remarquables conditions d'affleurements. La géologie du plateau molènais correspond ainsi à celle du pays de Léon, avec comme spécificité d'être un bloc basculé associé au jeu extensif de la faille de la Helle dont la direction est soulignée par l’alignement des sept principales îles de l’archipel. Cette faille qui appartient au réseau de failles Kerforne est un marqueur excentré de la province magmatique géante CAMP, précurseur de l'ouverture de l'océan Atlantique central.
L'archipel forme une plate-forme littorale marine qui s'est développée au Quaternaire aux dépens de la partie occidentale du socle léonard.

## Économie
La pratique de la pêche est attestée dès le Néolithique par l’abondante ichtyofaune retrouvée dans les dépotoirs. Cette pêche était peu sélective et opportuniste, vraisemblablement réalisée depuis la côte par le biais de pêcheries (barrages d'estran, rangées de petites pierres alignées sur l'estran pour retenir la base du filet). 
Si la pêche et l'exploitation des algues sont toujours pratiquées, le tourisme et les activités de loisirs  génèrent une part croissante de l'activité économique de l'archipel.

## Environnement
L'archipel de Molène se caractérise par son plateau de faible profondeur et de forts courants, ce qui y stimule la vie aquatique.

Entre Le Conquet, sur la terre ferme, et l'île d'Ouessant, derrière le terrible passage du Fromveur, l'archipel de Molène s'égrène en une vingtaine d'îles et d'îlots, d'écueils et de hauts-fonds.

### Faune
Outre une colonie de grands dauphins et de phoques gris, l'archipel abrite de nombreuses espèces de poissons et de crustacés. Il constitue également un espace de nidification pour les oiseaux, comme les goélands brun, argenté et marin ou les sternes caugek et pierregarin, et un lieu de pêche de choix pour les cormorans, fous de Bassan, mais aussi des hérons, qui peuvent être observés sur les estrans des îles. Ces dernières sont aussi peuplées de lapins et de rongeurs.

### Flore
Connu pour ses champs de laminaires spectaculaires, l'archipel présente une végétation terrestre généralement rase, mais comportant parfois des fleurs sauvages en quantité.

### Dispositifs de protection et de valorisation

#### Réserve de biosphère des îles et mer d'Iroise
L'archipel de Molène est reconnu pour son patrimoine naturel riche et diversifié et a été classé réserve de biosphère par le Programme sur l'homme et la biosphère de l'Unesco en 1988. Cette reconnaissance international vise à préserver la fragilité de certains milieux qui pourraient être dégradés par une surexploitation des ressources ou une surfréquentation touristique estivale tout en maintenant une activité humaine dans son périmètre. Pour rappel, cette désignation internationale doit s'appuyer sur une protection légale au niveau national, que nous allons détaillé ci-après:

#### Réserve naturelle de la mer d'Iroise
Bannec, Balanec et Trielen sont les trois îles de l'archipel de Molène qui constituent la réserve naturelle nationale d'Iroise. D'accès difficile, ces trois îlots sont classés en réserves naturelles ou ornithologiques et placés sous la protection de la SEPNB (Société pour l'étude et la protection de la nature en Bretagne).

#### Site Natura 2000
D'autre part, l'archipel est classé site Natura 2000, en zone de protection spéciale, ce qui doit permettre de préserver la diversité biologique et valoriser le patrimoine naturel du territoire, en permettant l'implication des différents acteurs et usagers.

#### Parc naturel marin
L'archipel de Molène est au cœur du parc naturel marin d'Iroise, premier parc naturel marin de France, créé après l'abandon d'un projet de parc national marin.

#### Parc naturel régional d'Armorique
Les îles de l'archipel appartiennent au Parc naturel régional d'Armorique.